# نظرية العقل

القطه في مواجهه الفأر المختفي وتوقع المكان الموجود فيه

في علم النفس، تُعتبر نظرية العقل (بالإنجليزية: Theory of Mind)(وباختصار ToM) أحد فروع العلوم الإدراكية (الاستعرافية) وتتمثل بالقدرة على تمييز أو توقع ما سيفعله الشخص نفسه أو أشخاص آخرون وفهم أن للناس الآخرين معتقدات، ونوايا، ورغبات، وآراء مختلفة.
بمعنى آخر، نظرية العقل هي المقدرة على تفسير أو توقع أفعال شخص آخر بشكل تلقائي وإدراك أنها تختلف عن أفعال الشخص نفسه، ويمكن أن يتصور الشخص نفسه في «أماكن أشخاص آخرين» للفهم والتنبؤ بأحاسيسهم وأفعالهم. تعتبر هذه النظرية جوهرية للحياة اليومية الاجتماعية البشرية إذ أنها أساسية لفهم، وإدراك، وتحليل، واستنتاج سلوكيات وتصرفات الآخرين، وتعتبر نظرية العقل مناقضة تماماً للعمى العقلي، حيث أن العمى العقلي هو اضطراب يكمن في عدم المقدرة على فعل ما تضمنه نظرية العقل من أفعال.
من الجدير بالذكر أيضاً أنه يمكن أن يتواجد مشكلة في فهم هذه الأشياء عند الناس المصابين بطيف التوحد، الفصام، اضطراب نقص الانتباه مع فرط النشاط، اعتماد الكوكائين، وتلف الدماغ.

## التسمية
نظرية العقل سُميت «بالنظرية» لأن العقل لا يمكن إدراكه أو فهمه بشكل مباشر. هذا يعني أننا لا نستطيع بشكل قطعي أن نعرف ماذا يحدث في عقول الآخرين _ بل إننا نستطيع فقط أن نتوقع أو نفترض تصرفات الناس من حولنا بناءً على تجاربنا إلى جانب معتقداتنا، أحاسيسينا، وإدراكنا. تسمى هذه النظرية أحياناً عند الفلاسفة بـ«علم نفس العامة»، وتسمى عند علماء الإدراك بـ«علم النفس البديهي» و«علم النفس الساذج».
على الرغم من أن هذه النظرية تتضمن أفكار ومناهج فلسفية إلا أن نظرية العقل بحد ذاتها تختلف عن فلسفة العقل.

## مراحل التشكل والتطور
تبدأ مهارات نظرية العقل بالتشكل منذ بداية سنين الطفولة الباكرة وتستمر بالتطور عبر الحياة، حيث أنها تبدأ مثلاً عندما يتعلم الطفل الصغير اللغة وقد يكون الطفل الذي لم يتجاوز عمره الخمس سنوات بات يفهم ويحسن استخدام نظرية العقل بشكل عفوي وتلقائي مما يساعده بشكل أساسي على التعامل، التعاون، أو حتى الخداع والتلاعب مع الآخرين.
أمثلة مبسطة: على سبيل المثال نظرية العقل تشمل أن يكون الطفل الصغير قادر على أن يفهم:
- أن الأشياء الذي يحبها أو يكرهها قد لا تكون نفس الأشياء عند الآخرين وأنهم قد يفضلون أو يحبون أشياء مختلفة تماماً.
- أنه إذا شهد بأعينه شيئاً ما ولم يشهده الآخرين معه، فإنه يعرف شيء لا يعرفه الآخرين.
- أنه إذا كان يفكر أو يحس بشيء ما في داخله، فإن تلك الفكرة أو الإحساس لن يعرفه الآخرون.    

### اللغة
هناك أدلة للاعتقاد بأن تطور نظرية العقل متشابك بشكل وثيق مع تطور اللغة لدى البشر حيث أظهرت أحد التحاليل أن هناك علاقة بين أداء نظرية العقل ومهام اللغة. قد يجادل المرء بأن هذه العلاقة ترجع فقط إلى حقيقة أن كلًا من اللغة ونظرية العقل قد بدأوا في التطور فعليًا في نفس الوقت عند الأطفال (بين 2-5 سنوات)؛ ومع ذلك فإن العديد من القدرات الأخرى تتطور أيضًا في نفس هذه الفترة الزمنية دون أن توجد علاقة تربطها ببعضها البعض أو مع نظرية العقل.
تفترض بعض النظريات أن الأطفال الرضع يجب أن يمتلكوا مفهوم للمعتقدات والحالات العقلية للآخرين لاستنتاج المحتوى التواصلي الذي ينوي مستخدمو اللغة المحترفون نقله. بما أن الكلام اللفظي غالبًا مايكون غير محدد فبالتالي يمكن أن يكون له معانٍ مختلفة اعتمادًا على نظرية السياق الفعلي لقدرات العقل والتي يمكن أن تلعب دورًا مهمًا في فهم النوايا التواصلية والمفيدة للآخرين واستنتاج معنى الكلمات. تشير بعض النتائج التجريبية إلى أنه حتى الأطفال البالغين من العمر 13 شهرًا لديهم قدرة مبكرة على القراءة العقلية التواصلية التي تمكنهم من استنتاج المعلومات ذات الصلة التي يتناقلها المتحدثون، وهذا يعني أن لغة البشر تعتمد جزئيًا على مهارات نظرية العقل.

### الاختلافات الثقافية
اقترح الباحثون أن هناك خمسة جوانب أساسية- تتطور بالتتابع لدى الأطفال الذين تترواح أعمارهم من ثلاث لخمس سنوات- لنظرية العقل، تلك الجوانب تتكون من تطوير الرغبات المتنوعة، والمعتقدات المختلفة، والوصول إلى المعرفة، والمعتقدات الخاطئة، والعواطف الخفية.
يكتسب الأطفال الأستراليين والأمريكيين والأوروبيين نظرية العقل في هذا الترتيب الدقيق، وتشير الدراسات أن الأطفال في كندا، وبيرو، والهند، وسامو، وتايلاند يمرون بهمة الاعتقاد الخاطئ في نفس الوقت تقريبًا؛ ومع ذلك فإن الأطفال من إيران والصين يطورون نظرية العقل في ترتيب مختلف قليلًا. على الرغم من أن الأطفال يبدأون في تطوير نظرية العقل في الوقت نفسه، إلا إن الأطفال في هذه البلدان يفهمون إمكانية الوصول إلى المعرفة قبل الأطفال الغربيين ولكنهم يستغرقون وقتًا أطول لفهم المعتقدات الخاطئة.
يعتقد الباحثون أن هذا التبادل في النظام التنموي يرتبط بالثقافة الجماعية في إيران والصين والتي تؤكد على الاعتماد المتبادل والمعرفة المشتركة مقابل ثقافة الفردانية في البلدان الغربية والتي تعزز الفردية والآراء المتضاربة.
كل هذا يشير إلى أن تطوير نظرية العقل لا تحدده عمليات الدماغ الفطرية فحسب، بل يتأثر أيضًا بالعوامل الاجتماعية والثقافية.

## التحقيق التجريبي
(هل الأطفال الذين تقل أعمارهم عن 3 سنوات لديهم أي نظرية ذهنية؟) كان هذا السؤال الصعب هو موضوع للنقاش بين الباحثين، وذلك لصعوبة تقييم ما يفهمه الأطفال الذين لم يكتسبوا اللغة بعد عن الآخرين والعالم.

### مهمة الاعتقاد الزائف
واحدة من أهم المعالم في تطوير نظرية العقل هي القدرة على تمييز الاعتقاد الزائف. من أجل القيام بذلك فمن المقترح أن يفهم المرء كيف تتكون المعرفة، ويفهم أن معتقدات الناس تعتمد على معرفتهم، وأن الحالات العقلية يمكن أن تختلف عن الواقع، وأن سلوك الناس يمكن توقعه من خلال حالاتهم العقلية.
في النسخة الأكثر شيوعًا لمهمة الاعتقاد الزائف (تسمى غالبًا اختبار سالي-آن) يتم اخبار الطفل أو عرض قصة تتضمن شخصين، فعلى سبيل المثال تظهر الطفلتان سالي وآن لديهما سلة وصندوق على التوالي. لدى سالي أيضًا كرة تضعها في السلة ثم تغادر الغرفة لتأخذ آن الكرة من السلة وتضعها في الصندوق، ثم تعود سالي ويُسأل الطفل أين ستبحث سالي عن الكرة. يجتاز الطفل الاختبار إذا أجاب بأن سالي ستنظر في السلة، ويفشل في الاختبار إذا أجاب بأن سالي ستنظر في الصندوق. حيث يجب على الطفل ليجتاز هذا الاختبار أن يكون قادرًا على فهم أن التمثيل العقلي لشخص آخر يختلف عن التمثيل العقلي الخاص به، كما يجب أن يكون الطفل قادرًا على التنبؤ بالسلوك القائم على هذا الفهم.
مثال آخر وهو عندما يترك الصبي الشوكولاتة على الرف ثم يترك الغرفة لتضع والدته الشوكلاتة في الثلاجة. لكي يجتاز الطفل هذا الاختبار يجب أن يفهم أن الصبي عند عودته يحمل الاعتقاد الخاطئ بأن الشوكولاته لا تزال على الرف.
كانت نتائج البحث باستخدام مهمة الاعتقاد الزائف متسقة إلى حد ما وغالبًا ما يكون الأطفال قادرين على اجتياز الاختبار من حوالي سن الرابعة.

### محتويات غير متوقعة
في هذه المهمة يُطلب من الأطفال المجربون أن يخمنوا محتويات صندوق يبدو من مظهره أن به حلوى تسمى «سمارتيز»، بعد تخمين الطفل حلوى سمارتيز يتبين أن الصندوق في الواقع يحتوي على أقلام رصاص. بعد ذلك يُغلق الصندوق مرة أخرى ويُسأل الطفل عن ما الذي سيعتقده شخص آخر لم يسبق له رؤية محتوى الصندوق. يجتاز الطفل هذه المهمة إذا أجاب أن الشخص الآخر سيعتقد ان الصندوق يحتوي على حلوى السمارتيز، ولكنه يفشل إذا أجاب بأن الشخص الآخر سيعتقد أن الصندوق يحتوي على أقلام رصاص. وُجد أن الأطفال يجتازون هذا الاختبار في عمر أربع أو خمس سنوات.

### أبحاث
أجريت الأبحاث الحديثة حول المفاهيم السابقة لنظرية العقل لفهم إدراك الرضع للأشخاص الآخرين. أظهرت الدراسات باستخدام مجموعة متنوعة من الإجراءات التجريبية أن الرضع من عامهم الأول في الحياة لديهم فهم ضمني لما يراه الآخرون ومايعرفونه.
إن أحد النماذج الشعبية المستخدمة في دراسة نظرية العقل لدى الأطفال هو انتهاك إجراء التوقع والتي تُبنى على ميل الأطفال إلى النظر لفترة أطول للأحداث غير المتوقعة والمفاجئة مقارنة بالأحداث المألوفة والمتوقع، ولذلك فإن وقت النظر يعطي الباحثين دلالة على ما يمكن أن يستدل عليه الأطفال الرضع أو فهمهم الضمني للأحداث؛ كما وجدت دراسة حديثة باستخدام هذا النموذج أن الأطفال في سن 16 شهرًا يميلون إلى التعبير عن المعتقدات إلى الشخص الذي ينظر إلى إدراكه البصري سابقًا على أنه شخص موثوق مقارنة بالشخص الذي ينظر إلى إدراكه البصري بأنه غير موثوق به.

## عجز عقلي
توضح نظرية التدهور العقلي صعوبة الشخص في أخذ المنظور ويشار إليها أيضًا باسم العمى العقلي، وهذا يعني أن الأفراد الذين يعانون من ضعف عقلي سيجدون صعوبة في رؤية الظواهر من أي منظور آخر غير منظورهم. يواجه الأفراد الذين يعانون من نظرية العجز العقلي صعوبة في تحديد نوايا الآخرين، ويفتقرون إلى فهم كيف يؤثر سلوكهم على الآخرين، ويواجهون أوقاتًا صعبة في التعامل الاجتماعي. قد لوحظت حالات العجز العقلي لدى الأشخاص الذين يعانون من اضطرابات طيف التوحد، والفصام، واضطراب التعلم غير اللفظي، واضطراب نقص الانتباه، والأشخاص تحت تأثير الكحول والمخدرات، والأشخاص المحرومين من النوم، والأشخاص الذين يعانون من آلام عاطفية أو جسدية شديدة.

### التوحد
في عام 1985 اقترح سيمون بارون كوهين، وآلان إم ليزلي، وأوتا فريث أن الأطفال المصابين بالتوحد لا يستخدمون نظرية العقل، وأن لديهم صعوبات خاصة في المهام التي تطلب من الطفل فهم معتقدات شخص آخر.

## انظر ايضاً
- عمى عقلي
- توحد
- انفصام شخصية